# 3215 Lapko
3215 Lapko eller 1980 BQ är en asteroid i huvudbältet som upptäcktes den 23 januari 1980 av den rysk-sovjetiska astronomen Ljudmila Karatjkina vid Krims astrofysiska observatorium på Krim. Den har fått sitt namn efter kirurgen Konstantin Kuzmitj Lapko.
Asteroiden har en diameter på ungefär nitton kilometer och tillhör asteroidgruppen Nocturna.